# Blanche de Navarre (1177-1229)
Vous lisez un « bon article » labellisé en 2020.
Pour les articles homonymes, voir Blanche de Navarre.
Blanche de Navarre, née en 1177 et morte en 1229, est comtesse puis régente de Champagne pendant la minorité de son fils Thibaut au début du XIIIe siècle. Elle est la fille du roi de Navarre Sanche VI le Sage et de son épouse Sancha de Castille.
En 1199, elle épouse le comte Thibaut III et devient comtesse-consort de Champagne, mais il meurt deux ans plus tard et la laisse veuve avec une fille âgée d'un an et enceinte de leur second enfant. Elle s'empresse alors d'obtenir le soutien du roi Philippe Auguste au prix de sévères conditions, mais également celui de ses autres suzerains : Guillaume aux Blanches Mains, archevêque de Reims ; le duc Eudes III de Bourgogne. Elle est de retour peu après à Troyes, où elle met au monde le futur Thibaut IV de Champagne. Quelques mois plus tard, le pape Innocent III prend également sous sa protection la jeune veuve ainsi que ses enfants.
Les années qui suivent, Blanche s'efforce d'assurer son pouvoir ainsi que la légitimité de son fils, jusqu'en 1213 où un de ses vassaux, Érard de Brienne, seigneur de Ramerupt et de Venizy, projette de prendre la croix et de partir en Terre sainte auprès de son cousin le roi de Jérusalem Jean de Brienne afin d'épouser une fille d'un précédent comte de Champagne et de revendiquer en son nom le comté de Champagne aux dépens de Blanche et de son fils.
N'ayant pu empêcher ce projet, Blanche cherche à se faire confirmer les faveurs royales, renforce la défense de son comté et demande à ses vassaux de renouveler leur allégeance envers elle et son fils. Malgré tous ses efforts, Érard et sa nouvelle épouse, Philippa de Champagne, rentrent en Champagne et clament leur droit sur le comté. Blanche les assiège aussitôt au château de Noyers où ils se sont installés, mais en vain et doit lever le siège. S'ensuit alors une période de plusieurs années de guerres et de trêves, appelée guerre de succession de Champagne, jusqu'en 1218 où une coalition entre Blanche, le duc de Bourgogne et le comte de Bar réduit un par un les principaux partisans d'Érard, puis prend et brûle la ville de Nancy, siège du duc de Lorraine, son soutien le plus puissant. Érard se voit alors forcé à la paix et à signer une trêve de quatre années avant d'abandonner finalement toutes prétentions en échange d'une lourde indemnité.
Thibaut atteint quelques années plus tard sa majorité et se charge de diriger le comté de Champagne par lui-même, laissant à Blanche la gestion de son douaire. Elle fonde ainsi l'abbaye de femmes d'Argensolles, de l'ordre de Cîteaux, où elle semble s'être retirée par la suite. Morte en mars 1229, elle y est inhumée.

## Biographie

### Origines
Blanche de Navarre est née en 1177, probablement au palais des rois de Navarre à Pampelune. Elle est le troisième enfant de Sanche VI le Sage, roi de Navarre, et de son épouse Sancha de Castille, elle-même fille de Alphonse VII, roi de Galice, de León et de Castille, et de Bérengère de Barcelone.
Son frère aîné Sanche VII de Navarre succède à leur père et règne sur la Navarre de 1194 à 1234. Quant à sa sœur aînée Bérengère de Navarre, elle épouse Richard Cœur de Lion et devient reine consort d'Angleterre ainsi que duchesse d'Aquitaine et de Normandie et comtesse d'Anjou, du Maine et de Touraine, mais n'aura pas de postérité.

### Mariage

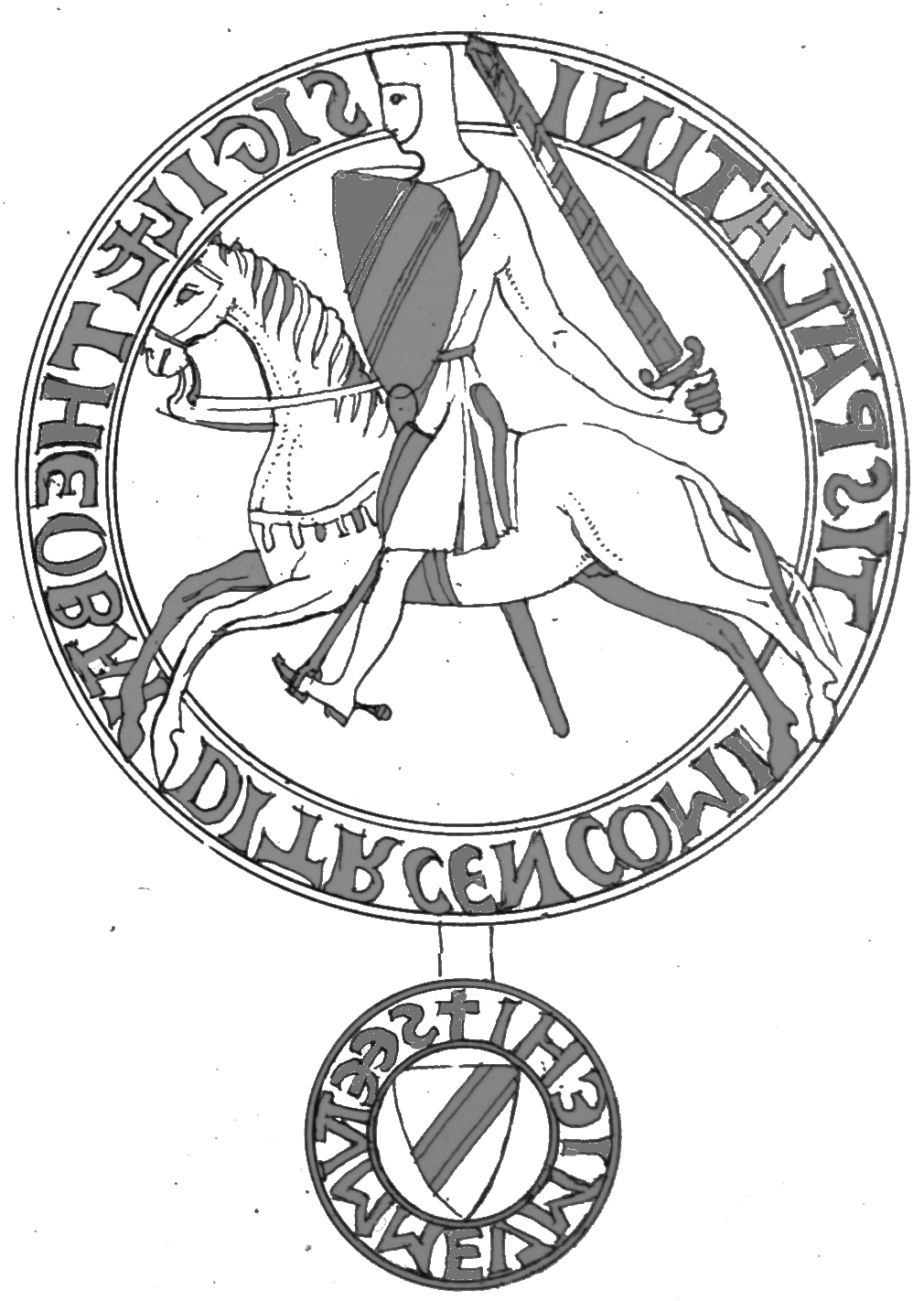
Sceau de Thibaut III de Champagne.

Le 1er juillet 1199, alors âgée d'environ 22 ans, elle épouse à Chartres le comte Thibaut III de Champagne, fils d'Henri Ier et de son épouse Marie de France, et dont le frère aîné Henri II, précédent comte de Champagne et également roi de Jérusalem, était mort le 10 septembre 1197 sans héritier mâle. Elle donne naissance à une première fille prénommée Marie l'année suivant le mariage, puis est une seconde fois enceinte l'année d'après.
Lors de son mariage, le douaire de Blanche est constitué de sept châtellenies : Épernay, Vertus, Sézanne, Chantemerle, Pont-sur-Seine, Nogent-sur-Seine et Méry-sur-Seine ainsi que toutes leurs dépendances. Cette charte a pour témoins Adèle de Champagne, reine de France, mère de Philippe-Auguste et tante de Thibaut, Bérengère de Navarre, reine d'Angleterre et sœur de Blanche, l'évêque de Chartres Renaud de Bar, l'évêque de Châlons Rotrou du Perche, l'évêque de Troyes Garnier de Traînel, le comte du Perche Geoffroy III, le comte de Joigny Guillaume Ier, le comte de Brienne Gautier III, le sénéchal Geoffroy V de Joinville, le bouteiller Gaucher III de Châtillon et le maréchal Geoffroy de Villehardouin.

### Veuvage

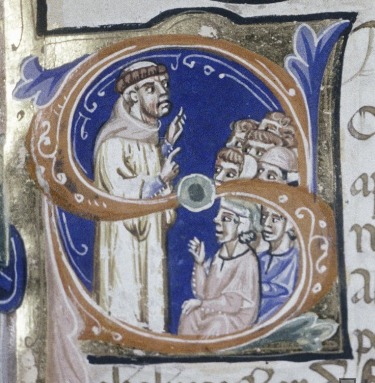
Foulques de Neuilly, prédicateur de la quatrième croisade lors du tournoi d'Écry. Lettrine d'un manuscrit de La Conquête de Constantinople de Geoffroi de Villehardouin, vers 1330, Bibliothèque bodléienne, Laud Misc. 587, f.1.

En novembre 1199 à Écry, son époux Thibaut III de Champagne organise un grand tournoi où se rendent d'importants seigneurs ainsi que la fine fleur de la chevalerie française et champenoise. À cette occasion, le pape Innocent III charge le prédicateur Foulques de Neuilly, célèbre par sa piété et son éloquence, de prêcher une nouvelle croisade,.
Mais pendant les préparatifs liés au départ pour la Terre sainte, le comte Thibaut tombe gravement malade. Il est au plus mal en avril 1201, mais semble aller mieux dans le courant du mois de mai 1201 et parvient même à monter à cheval. Il est alors élu comme chef de la croisade, mais sa maladie revient de manière foudroyante et il doit alors faire face à sa mort prochaine en rédigeant son testament.
Thibaut meurt le 24 mai 1201 à l'âge de 22 ans, laissant sa veuve avec une fille âgée d'un an environ et enceinte d'un second enfant. Blanche fait alors construire pour son époux un sublime tombeau de pierre richement décoré dans la collégiale Saint-Étienne de Troyes à côté de celui de son père Henri le Libéral (tous deux seront détruits lors de la Révolution française,).

### Régence

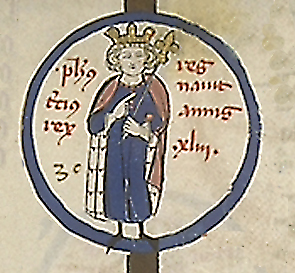
Miniature représentant le roi Philippe Auguste.

Blanche se retrouve alors seule dans un pays qu'elle ne connaît que depuis deux années environ et sans famille auprès d'elle pour la protéger ou la conseiller, portant un enfant encore à naître et face aux menaces liées à l’existence des filles du frère de son époux, l'ancien comte et roi de Jérusalem Henri II de Champagne, qui demeurent en Terre sainte mais qui pourraient aux yeux de certains avoir la primauté sur ses propres enfants. Sachant que le roi Philippe Auguste se trouve à Sens, elle se rend alors auprès de lui dans la semaine suivant l'enterrement de son mari afin de lui présenter son hommage, d'être reconnue comme vassale et d'assurer son autorité sur le comté de Champagne. Philippe Auguste accepte de recevoir son hommage à condition que Blanche promette :
- de ne pas se remarier sans le consentement du roi ;
- de remettre au roi sa fille Marie et l'enfant dont elle est enceinte afin qu'ils soient éduqués à la cour ;
- de confier au roi les châteaux de Bray-sur-Seine et de Montereau-Fault-Yonne ;
- de payer au roi la somme de 500 livres par an pour les frais de garde de ces deux châteaux ;
- de garantir l'exécution des trois premiers articles par le serment des habitants de Bray-sur-Seine, de Montereau-Fault-Yonne, de Lagny et de Meaux, qui devront promettre d'abandonner Blanche au profit du roi dans le cas où elle ne respecte pas ses engagements. De plus, le même serment doit être prêté par les chevaliers qui dépendent de ces fiefs ainsi que par plusieurs des principaux vassaux du comté de Champagne, à savoir le seigneur de Marolles-sur-Seine, le comte de Blois et de Chartres Louis, le comte de Joigny Guillaume Ier, le comte de Sancerre Guillaume Ier, le connétable de Champagne Guy II de Dampierre, du bouteiller Gaucher III de Châtillon, le sénéchal Geoffroy V de Joinville, le comte de Rethel Hugues, le comte de Grandpré Henri, Anseau de Traînel et le cousin de celui-ci Garnier III de Traînel, seigneur de Marigny ;
- de ne pas exiger de ses Juifs qui résident dans le domaine royal aucune somme en sus du cens convenu par Thibaut III.

Blanche s'empresse d'accepter ces conditions, de jurer hommage au roi et de se voir par la même occasion confirmée comme régente de Champagne. Le roi confirme également lors de cette rencontre le douaire de Blanche tel qu'il a été défini par Thibaut III. Ses deux principaux suzerains après le roi, l’archevêque de Reims Guillaume aux Blanches Mains, oncle de feu Thibaut III de Champagne, et le duc de Bourgogne Eudes III, également parent de l'ancien comte de Champagne, acceptent également de prendre Blanche comme vassale et confortent ainsi davantage sa légitimité. Elle rentre ensuite à Troyes où elle met au monde le 30 mai 1201 son fils Thibaut qui sera surnommé par la suite le Posthume. Quelques mois plus tard, en décembre 1201, le pape Innocent III prendra sous sa protection la personne ainsi que les biens de Blanche. Quelques jours après, il confirme également les dispositions prises par le roi Philippe Auguste.

### Menaces
Pendant ce temps, les filles d'Henri II de Champagne grandissent en Terre sainte et deviennent potentiellement une menace pour la légitimité de son fils. Aussi, Blanche envoie son chambrier Garnier de Lagny à Saint-Jean-d'Acre afin de s'assurer que ses nièces soient fiancées à des nobles établis en Orient, ce qui les empêcherait de venir en Champagne pour revendiquer leurs droits sur le comté. Alors que les trois filles d'Henri II, Marie, Alix et Philippa, sont promises aux trois fils du roi de Chypre Amaury II de Lusignan depuis 1194, la mort prématurée de Marie ainsi que de Guy et Jean de Lusignan, tous trois avant 1205, laisse une des filles libre de tout engagement. L'agent de Blanche s'assure alors moyennant finance que l'aînée Alix soit fiancée à Hugues, le troisième fils d'Amaury de Lusignan, et que la dernière fille, Philippa, reste en Orient afin de prendre la place de sa sœur au cas où il lui arrive malheur. Le mariage entre Alix de Champagne et Hugues de Lusignan a finalement lieu en 1210 et Philippa se retrouve par conséquent libre de tout engagement,.

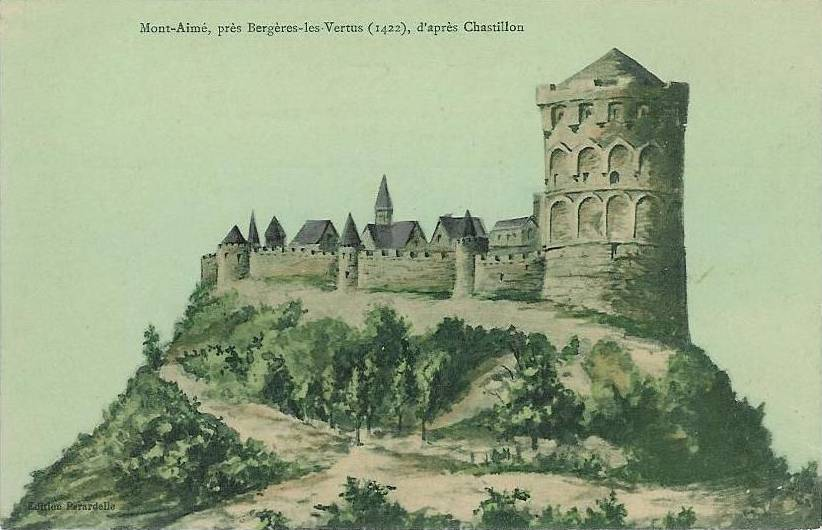
Représentation du château-fort du mont Aimé tel qu'il pouvait être en 1422 selon la gravure du typographe C. Chastillon.

Afin de faire face à ces futures menaces, Blanche se rapproche de nouveau du roi Philippe Auguste et conclut avec lui un second accord dès 1209. Il est alors convenu que le roi garde son fils Thibaut auprès de lui jusqu'en février 1214, conserve les châteaux de Bray-sur-Seine et de Montereau-Fault-Yonne jusqu'à la majorité de Thibaut en 1222 et que Blanche lui verse la somme de 15 000 livres. En échange de quoi le roi s'engage à recevoir l'hommage de Thibaut à sa majorité pour tous les fiefs alors en possession de son père au moment de son décès, et que Thibaut ne pourrait être attaqué en justice pour le comté de Champagne avant sa vingt-et-unième année. Ce traité est également ratifié par le fils aîné et successeur du roi, Louis VIII le Lion. Le pape Innocent III, le duc Eudes III de Bourgogne, l’archevêque de Reims Albéric de Humbert et l'évêque de Langres Guillaume de Joinville confirment ces dispositions et promettent de recevoir également l'hommage de Thibaut.
De même, Blanche cherche à assurer son autorité en Champagne et demande à ses vassaux de renouveler leur allégeance et de jurer de prendre parti pour elle et son fils contre les filles d'Henri II. Son sénéchal Simon de Joinville est le premier à faire cette promesse dès 1214, suivi par la suite par Pons de Grancey, Anséric de Montréal, Milon de Bar-sur-Seine, Gaucher de Nanteuil, Jean d'Arcis, Gaucher de Châtillon, Archambaud de Dampierre, Gautier de Vignory, Henri de Grandpré, Renier II de Nogent et bien d'autres. De plus, afin de se préparer au mieux pour de futures guerres, Blanche fait également fortifier son château de Sainte-Ménéhould,, fait bâtir une forteresse au mont Aimé près de Vertus, et renforce les défenses de plusieurs villes, particulièrement Isle-Aumont et Provins,.

### Rivalité

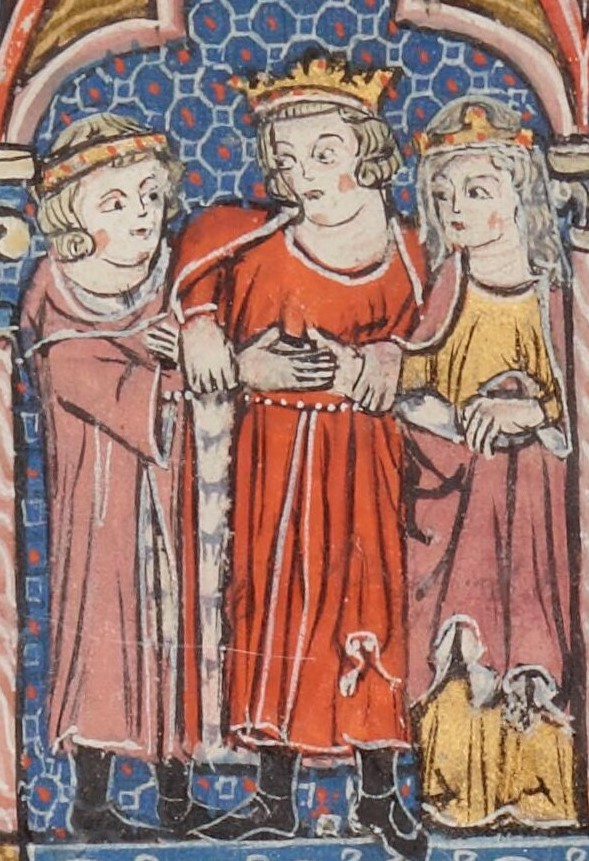
Miniature du mariage d'Onfroy IV de Toron et d'Isabelle de Jérusalem.

En 1205 en Terre sainte, le trône de Jérusalem revient à Marie de Montferrat, fille de Conrad de Montferrat et d'Isabelle de Jérusalem, et donc belle-fille de l'ancien comte Henri II de Champagne, puis en 1210, tandis que Marie atteint sa majorité et que le besoin d'un roi se fait sentir, elle épouse le 14 septembre 1210 le champenois Jean de Brienne, qui devient également le tuteur des filles du comte Henri,.
Inspiré par la réussite de son cousin, un autre chevalier champenois, Érard de Brienne, seigneur de Ramerupt et de Venizy, issu d'une branche cadette de la Maison de Brienne, choisit de prendre la croix et de partir à Saint-Jean-d'Acre en 1213 où il projette d'épouser une des filles du comte Henri. Avant son départ, il demande la permission du roi Philippe Auguste, qui ne s'y oppose pas. Blanche est alors rapidement informée de cette situation et envoie son connétable Guy de Dampierre auprès d'Érard afin de le convaincre de renoncer à ses projets, arguant qu'un vassal ne pouvait avoir une conduite contraire aux intérêts de son suzerain sans manquer à ses obligations, mais en vain.
Devant ce refus, Blanche annonce alors qu'elle ne le considère plus comme son vassal et confisque les terres qu'il tenait d'elle malgré la protection papale pour les croisés, puis envoie également ses agents afin de l'arrêter pendant son voyage vers Saint-Jean-d'Acre tout en demandant au pape de faire interdire ce mariage pour consanguinité. En plus de cela, Blanche cherche à confirmer l'appui du roi Philippe Auguste et fait un nouveau traité avec lui le 21 novembre 1213 dans lequel elle promet qu'elle et son fils lui seront toujours loyaux, s'engage à ne pas faire de travaux de fortification sur les villes de Meaux, Lagny, Provins et Coulommiers sans son autorisation, à reconnaître au roi le droit de conserver Bray-sur-Seine et Montereau-Fault-Yonne jusqu'à la majorité de Thibaut et à lui verser la somme de 20 000 livres parisis en échange de son soutien,. Puis en 1214, conformément au traité de 1209, le roi permet au jeune Thibaut de repartir auprès de sa mère, même si elle doit s’acquitter d'une somme probablement très importante pour cela, et accepte de recevoir son hommage en août 1214, huit ans avant sa majorité, reconnaissant ainsi qu'il est le légitime héritier du comté de Champagne.

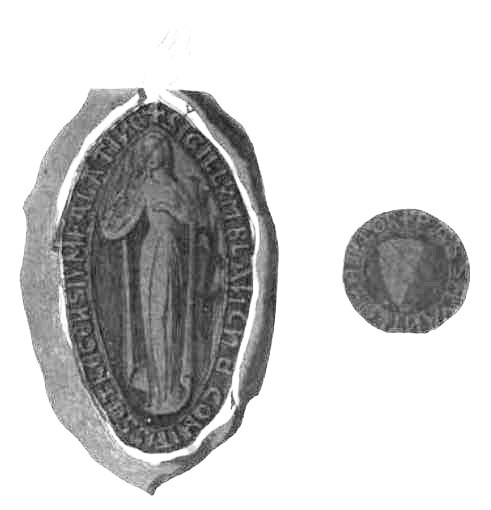
Sceau et contre-sceau de Blanche de Navarre. Sur le contre-sceau figure l'inscription Passavant le meillor.

Blanche travaille ensuite à faire discréditer la légitimité des filles du comte Henri II en affirmant que le mariage de leurs parents n'est pas légal. En effet, avant d'épouser Henri II en troisièmes noces, leur mère Isabelle de Jérusalem a épousé en premières noces Onfroy de Toron qui a ensuite été écarté au profit de son second mari Conrad de Montferrat, sans que le divorce ne soit prononcé par l'Église. Les mariages suivants et les enfants qui en sont issus sont donc jugés illégitimes, ce qui fait par conséquent d'elles des bâtardes.
De plus, Blanche certifie qu'avant de partir pour la troisième croisade, Henri II a nommé lors d'une assemblée à Sézanne son frère Thibaut III, époux de Blanche, comme successeur dans le cas où il ne reviendrait pas vivant de Terre sainte, et a fait jurer aux barons présents de le reconnaître comme suzerain.
Mais comme tous ses efforts pour empêcher cette union sont finalement vains, Blanche s'attache à faire arrêter le couple sur le chemin du retour vers la Champagne en envoyant de nouveaux agents, mais c'est encore un échec et Érard et sa nouvelle épouse, Philippa de Champagne, arrivent en janvier 1216 afin de réclamer le comté de Champagne.

### Guerre

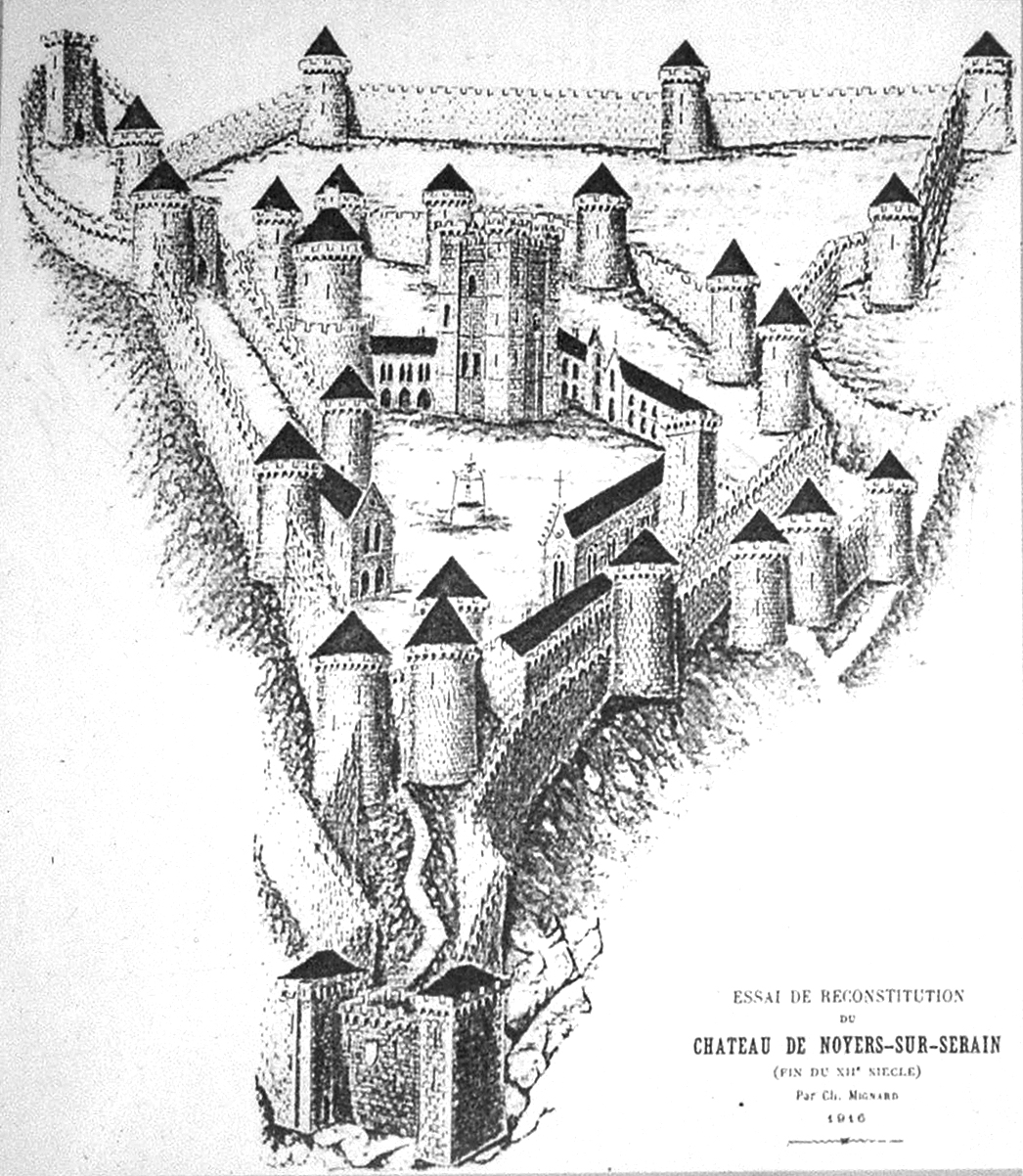
Essai de reconstitution du château de Noyers à la fin du XIIe siècle, par Charles Mignard.

À la suite de la confiscation de ses fiefs par la comtesse, Érard de Brienne et son épouse s'installent alors au château de Noyers, demeure de son beau-frère Miles VI de Noyers, et prend les armes contre Blanche sous le prétexte de la spoliation dont il a été victime alors qu'il avait le statut de croisé. Blanche envoie alors une armée faire le siège de Noyers, mais ne parvient pas à prendre la ville et se contente de ravager la campagne environnante avant de lever le siège, commençant ainsi la guerre de succession de Champagne.
Informé de ces faits par Érard, le roi envoie en avril 1216 Guillaume des Barres et Mathieu de Montmorency auprès de Blanche afin de l'inviter à faire une trêve et de la convier devant un tribunal lors d'une assemblée à Melun. Blanche, Érard et Philippa se présentent alors devant le roi en juillet 1216, mais Blanche réclame que le procès ne soit pas jugé sur le fond et demande l’exception dilatoire de minorité pour son fils face aux prétentions de ses adversaires, ce qui est accepté par le tribunal.
Érard accepte la sentence, mais reprend les armes quelques mois plus tard au motif qu'il n'a pas eu restitution de ses biens confisqués lors de son départ en croisade, ravage plusieurs villages et attaque des marchands venant aux foires de Champagne. Blanche porte alors l'affaire devant l'assemblée du roi réunie à Melun en mars 1217 qui condamne Érard à indemniser les dégâts occasionnés. Mais celui-ci refuse de payer et continue de soutenir sa cause par les armes. Blanche demande alors l'aide du roi et lui envoie deux-cents fromages en cadeau, mais le roi choisit de ne lui envoyer qu'un très faible secours. En même temps, Blanche appelle l'aide du pape Honorius III, récent successeur d'Innocent III qui avait déjà accordé son soutien à Blanche, et lui envoie en cadeau deux pièces de perse et un morceau de toile pour la réalisation de deux surplis. Honorius renouvelle la protection offerte par son prédécesseur, convie Érard et Philippa à comparaitre devant lui et les interdit sous peine d'excommunication de continuer leurs revendications par les armes. S'ensuit alors une période entrecoupée de guerre et de trêves entre les belligérants qui voit l'excommunication d'Érard et de tous ses partisans.
La trêve expirée, Blanche reprend les armes, fait la jonction à Wassy avec les troupes du duc Eudes III de Bourgogne et du comte Henri II de Bar et marche sur la ville de Nancy où se trouve le duc Thiébaud Ier de Lorraine, un des principaux soutiens d'Érard, qui est prise et brûlée le 31 mai 1218,. Vers la même période, Blanche et ses alliés prennent successivement les châteaux de Joinville, Clefmont et Châteauvillain, réduisant considérablement les forces d'Érard qui voit le nombre de ses partisans se réduire,. Le 8 juillet 1218, il est contraint de se soumettre et de signer une paix d'une durée de quatre ans.
Érard et son épouse abandonnent définitivement leurs droits par traité du 21 novembre 1221 où ils renoncent à toutes leurs prétentions sur le comté de Champagne, contre la somme de 4 000 livres et une rente de 1 200 livres.

### Mariage de son fils

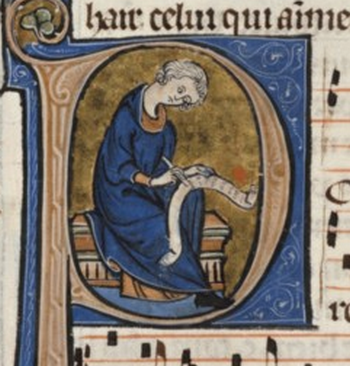
Le comte, dit le Chansonnier.

Une fois l'héritage de son fils assuré à l'issue de cette guerre de succession, Blanche s'attache par la suite à trouver une épouse pour son fils Thibaut. Elle choisit tout d'abord Marguerite d'Écosse, sœur du roi écossais Alexandre II, mais ce mariage ne se réalise finalement pas. À la place, Blanche organise en mai 1220 une union entre son fils et Gertrude de Dabo, fille d'Albert II de Dabo et de Gertrude de Bade, récente veuve du duc Thiébaud Ier de Lorraine, qui avait été battu par Blanche deux ans auparavant à Nancy et qui était mort plus tôt dans l'année, mais contre les intentions de l'Empereur du Saint-Empire Frédéric II. Gertrude est alors de son propre chef comtesse de Metz et possède comme douaire les villes de Nancy et de Gondreville.
Par ce mariage, Blanche et Thibaut espèrent probablement s’approprier le comté de Metz et une partie du duché de Lorraine, mais en vain et Thibaut répudie son épouse en 1222, se plaignant de sa possible stérilité et prétextant une consanguinité trop proche entre eux. Le mariage est donc annulé par le clergé pour cause de parenté et Gertrude récupère son douaire et le comté de Metz, mais Thibaut garde toutefois la mouvance de Neufchâteau, situé sur la rive droite de la Meuse, et de Gondrecourt, qui est déjà tenu par une branche cadette de la famille champenoise de Plancy.
À partir de cette période, Thibaut atteint sa majorité et peut donc administrer le comté de Champagne par lui-même et Blanche n'a plus que son douaire à diriger.

### Fin de vie

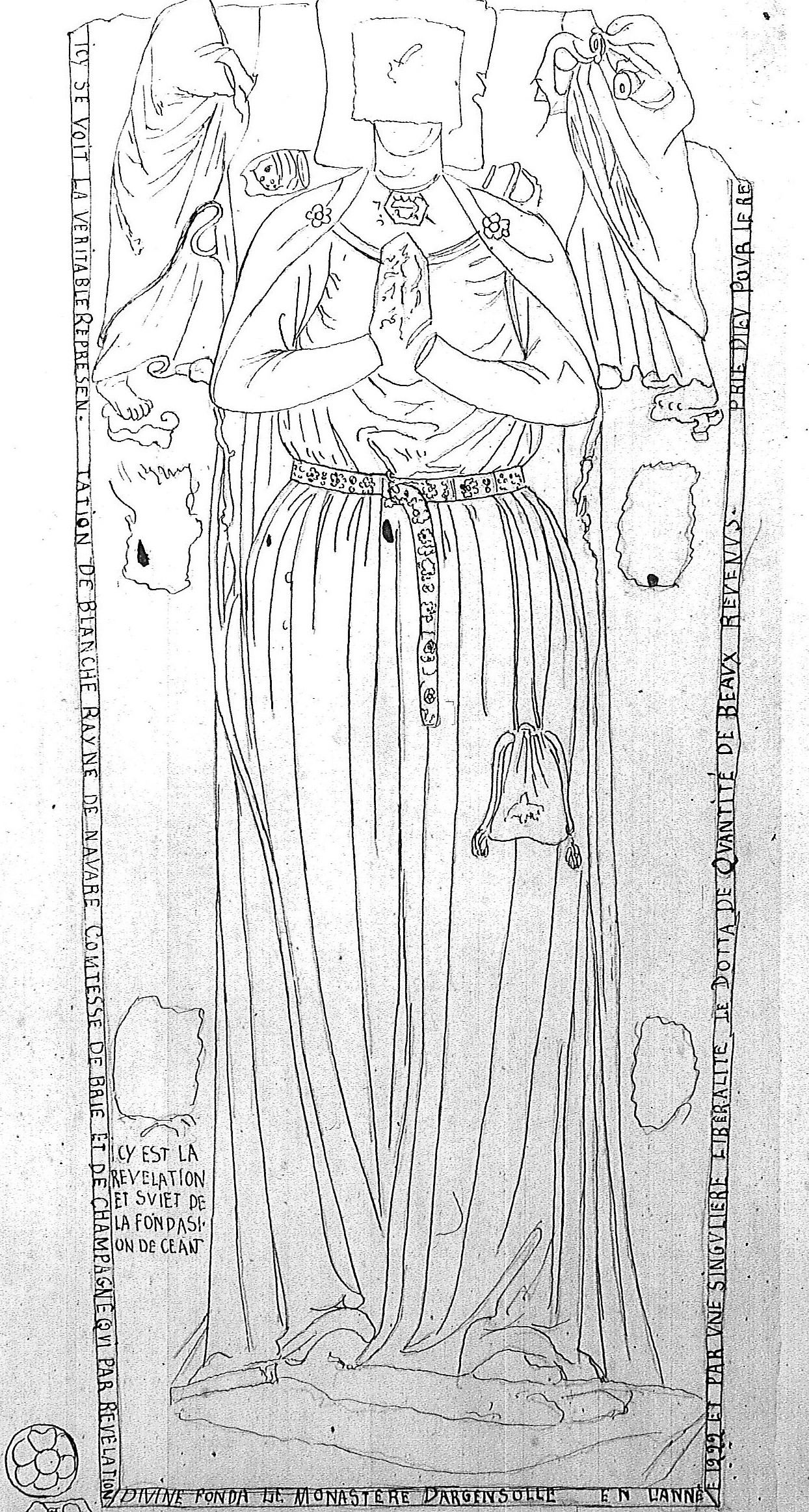
Gisant de Blanche de Navarre, initialement à l'abbaye d'Argensolles puis déplacé à Châlons-en-Champagne.

Vers 1222, Blanche acquiert de l'abbaye Saint-Pierre d'Hautvillers un terrain près de Moslins, sur lequel elle fonde l'abbaye de religieuses d'Argensolles de l'ordre de Cîteaux, qu'elle place sous la filiation de Clairvaux, et un groupe de trente-cinq religieuses provenant de l'abbaye du Val Notre-Dame de Antheit s'y installe, mené par la bienheureuse Ide qui en devient la première abbesse. Puis, ayant fondé cette abbaye pour « le salut de son âme et celle de son fils Thibaut, comte palatin de Champagne et de Brie, ainsi qu'en souvenir de son époux et de tous ses prédécesseurs », elle obtient en janvier 1224 de son fils la permission d'acheter des dîmes où bon lui semble afin d'augmenter les revenus de l'abbaye.
Blanche meurt le 12 ou le 14 mars 1229 selon les chroniques, et est inhumée dans l'abbaye d'Argensolles qu'elle a fondée et où elle s'est possiblement retirée.

### Goût littéraire
Blanche a des goûts très prononcés pour la littérature, qui sont constatés par une lettre d'Adam, abbé de Perseigne qui, sur sa demande, lui envoie ses sermons.

### Vie privée
Après son veuvage, Blanche ne s'est jamais remariée. Toutefois, elle aurait fait l'objet en 1212 de tentatives de séduction de la part de Gautier de Mussy, un chanoine de Langres qui avait grande réputation. Blanche le fait traduire devant la juridiction ecclésiastique devant laquelle Gautier se présente mais qui, dans la crainte d'une condamnation, déclare en appeler au pape avant de disparaitre.
De plus, selon une rumeur répandue en Orient, Blanche aurait été éprise de Jean de Brienne alors que le roi Philippe Auguste l'était de Blanche. Aussi, par jalousie et afin d'éloigner son rival, il l'aurait désigné aux barons de Terre Sainte afin qu'il devienne roi de Jérusalem.

### Légende
Alors que Blanche était à l'abbaye d'Argensolles avec l'abbesse Ide, celle-ci aperçoit au-dessus de la comtesse un ange armé d'une épée s’apprêtant à couper le fil de sa vie. La religieuse prie alors Dieu de pardonner à la comtesse et de l'épargner afin qu'elle puisse mieux préparer la fin de sa vie. Il lui est alors proposé de laisser la comtesse à son destin ou de mourir à sa place. Ide choisit de se sacrifier afin de sauver la comtesse qui avait fondé cette abbaye,.
La mort de la bienheureuse Ide, première abbesse d'Argensolles, survient le 13 janvier 1226 et aurait donc donné un répit de trois années à la comtesse Blanche,.

## Famille

### Mariage et enfants

Blason des comtes de Champagne.

Le 1er juillet 1199 à Chartres, elle épouse le comte de Champagne Thibaut III, fils d'Henri Ier de Champagne et de son épouse Marie de France, dont elle a deux enfants :
- Marie de Champagne, née en 1200 et morte encore enfant à la cour de France où elle est élevée ;
- Thibaut IV de Champagne, né posthume en 1201 et qui deviendra comte de Champagne puis roi de Navarre.

Mais Thibaut III tombe gravement malade moins de deux ans après leur mariage et Blanche devient veuve le 24 mai 1201 puis est régente du comté de Champagne jusqu'en 1222 pendant la minorité de son fils qui naît posthume.